# Dani Osvaldo
Pablo Daniel Osvaldo (Buenos Aires, 12 de janeiro de 1986) é um ex-futebolista e cantor argentino naturalizado italiano que atuava como atacante. 

## Carreira
Em agosto de 2013 foi contratado pelo Southampton junto ao Roma, pelo maior valor pago a um jogador na história do time inglês, foi comprado por 17,5 milhões de euros, equivalente a 55 milhões de reais. Mas após se envolver em confusões, foi suspenso pelo time e, dias depois, acertou com a Juventus, da Itália, para o fim da temporada 2013–14. Passou uma temporada na Juventus e conquistou o Campeonato Italiano de 2013–14 pelo clube, logo depois foi emprestado novamente pelo Southampton, dessa vez para a Internazionale, também da Itália. Na Inter não teve uma grande passagem e no dia 11 de fevereiro de 2015 o Boca Juniors anunciou oficialmente a chegada de Osvaldo. Em julho de 2015, foi para o Porto. Tendo-se tornado uma opção ao camaronês Vincent Aboubakar, Osvaldo reiterou seu desejo de retornar ao clube xeneize. Em janeiro de 2016, rescindiu o contrato com o clube português e retornou ao Boca, onde havia uma expectativa de que ele formasse uma dupla de ataque com Carlitos Tévez.
Em setembro de 2016, após proposta do futebol italiano, Pablo Osvaldo decidiu abandonar a carreira de jogador e focar em banda de rock.
Em janeiro de 2020 o jogador volta aos gramados para ser a esperança de gols do Banfield, da Argentina.

## Títulos
Juventus
- Campeonato Italiano: 2013–14
- Supercopa da Itália: 2013

Espanyol
- Copa da Catalunha: 2009–10
- Troféu Cidade de Barcelona: 2010